# Brockhusen (Adelsgeschlecht)

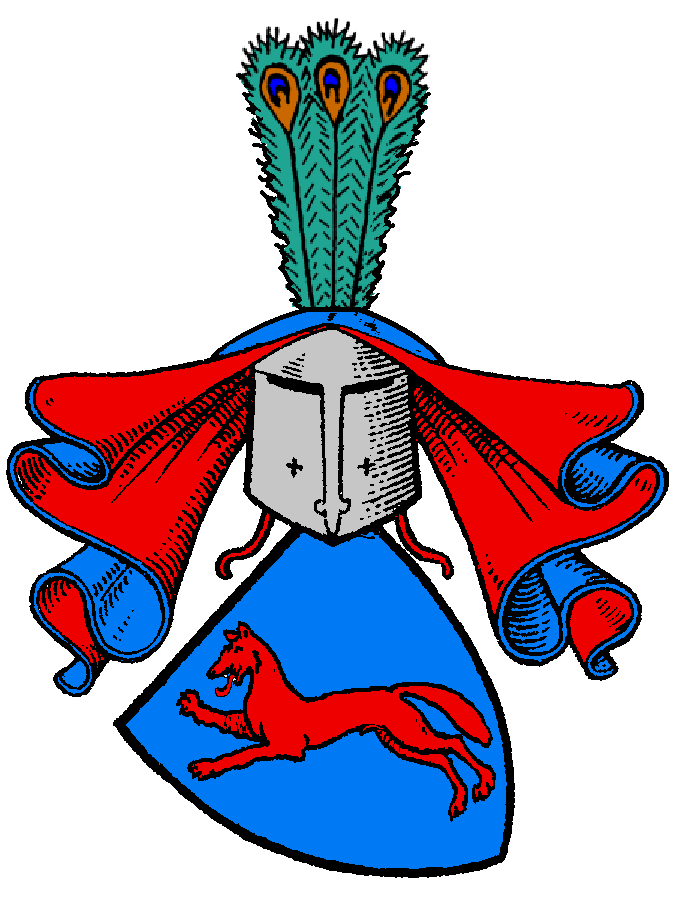
Stammwappen derer von Brockhusen

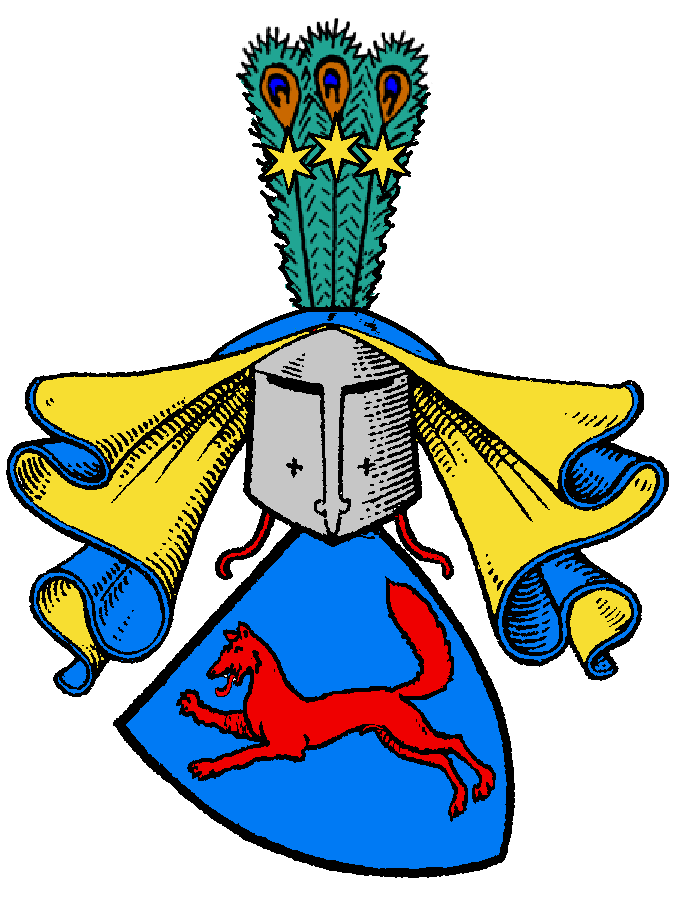
Variante des Stammwappens

Brockhusen, in einigen Zweigen des Geschlechts auch Brockhausen oder Bruchhausen genannt, ist ein noch heute existierendes deutsches Uradelsgeschlecht.
Eine Stammesverwandtschaft mit den westfälisch-kurländischen Herren von Brockhausen oder den livländischen Herren von Brockhausen besteht nicht.

## Herkunft und Geschichte
Die ritterbürtige Familie, deren Ursprungsheimat in Nordrhein-Westfalen gesehen wird, wanderte Anfang des 13. Jahrhunderts über Mecklenburg nach Pommern ein. Mit Conradus de Brochusen, der zum Gefolge des Fürsten Nikolaus von Werle gehörte, wird erstmals ein Geschlechtsangehöriger unter dem Namen Brochusen erwähnt – als Zeuge der Stadt Stralsund am 14. Oktober 1271. 1278 erscheint Gerwinus de Brochusen als Grundeigentümer in Stralsund. Die Stammreihe beginnt mit Clawes Brochusen 1420. Schon vorher hatten sich drei Linien des Geschlechts gebildet, die auf der Insel Wollin und im Bistum Cammin landsässig waren und deren genauer Zusammenhang nicht feststeht.
In Westfalen gab es mehrere ritterbürtige Geschlechter ähnlichen Namens, aber anderer Stämme und unterschiedlicher Wappen. Einige Zweige des hier behandelten Geschlechts hatte sich jedoch in Westfalen sesshaft gemacht, wo sie die Namensform von Bruchausen trugen.

## Besitz
Um 1843 waren folgende Güter im Besitz der Familie:
- Im Kreis Cammin:

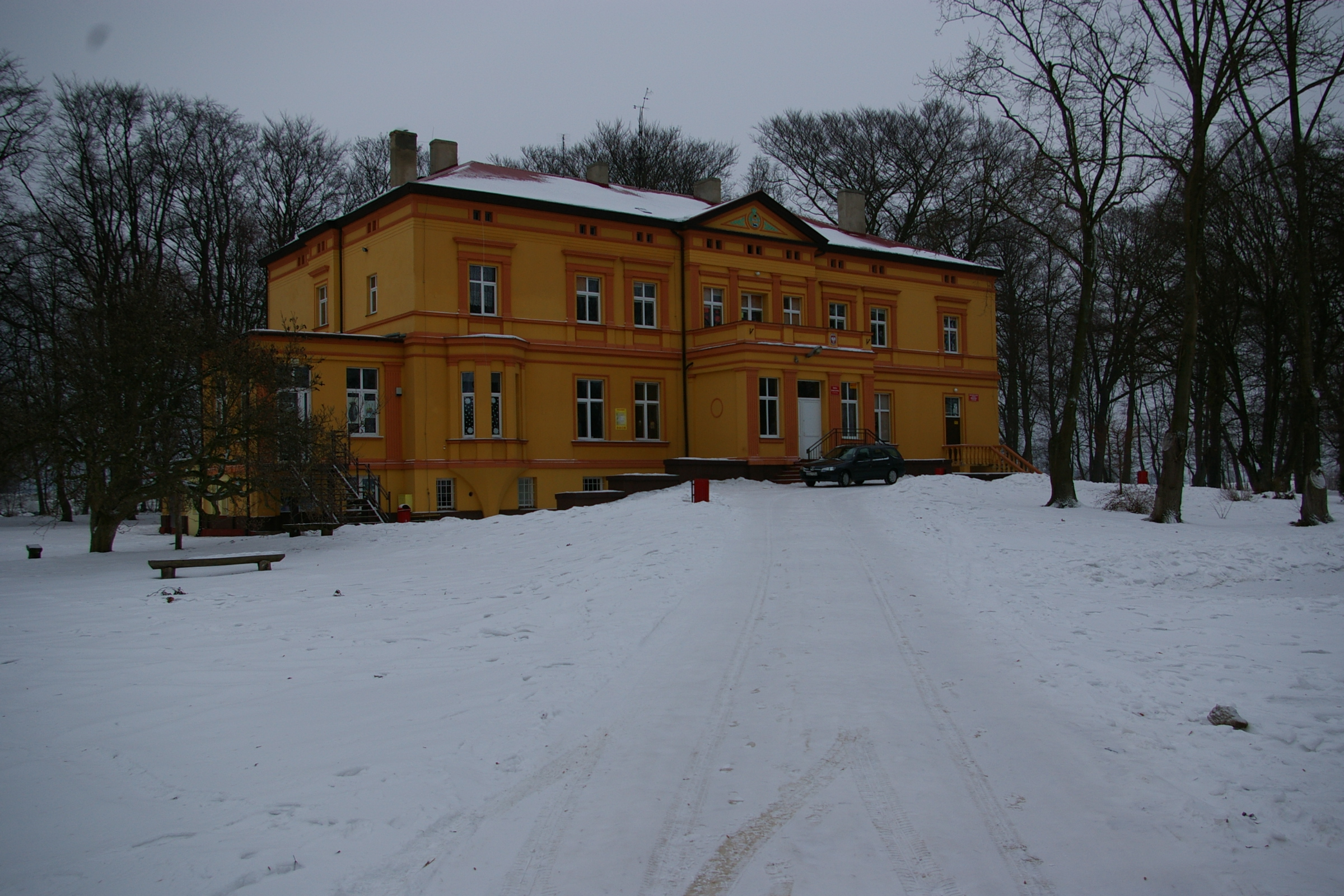
Herrenhaus Groß Justin, erbaut um 1870

  - Riebitz a, b mit Pertinenz Baldebus
  - Groß Justin b, c, d
  - Cummin d

- Im Kreis Neustettin:
  - Kussow b mit Pertinenz Lorkenheide

- Im Kreis Dramburg:
  - Mellen
  - Mittelfelde
  - Köntopf
  - Welschenburg
  - Karwitz

## Wappen

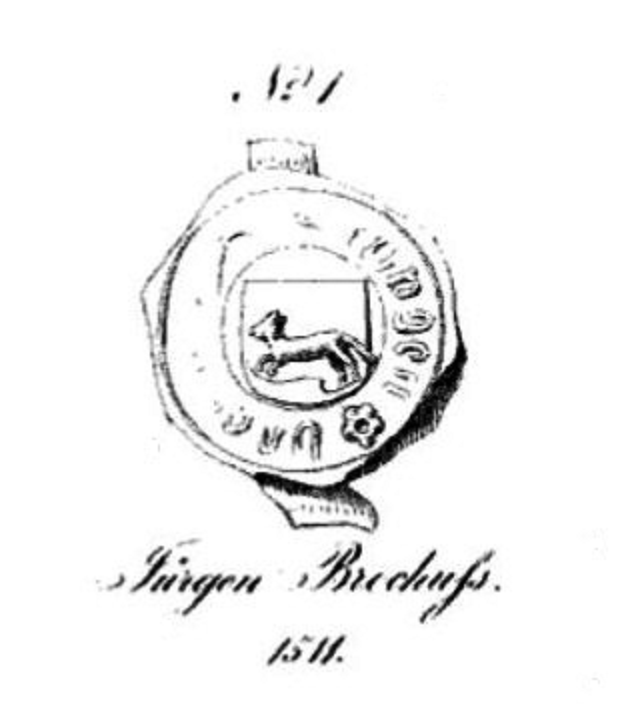
Siegel von 1511 des Jürgen Brockhuß, Gutsherr auf Groß Justin
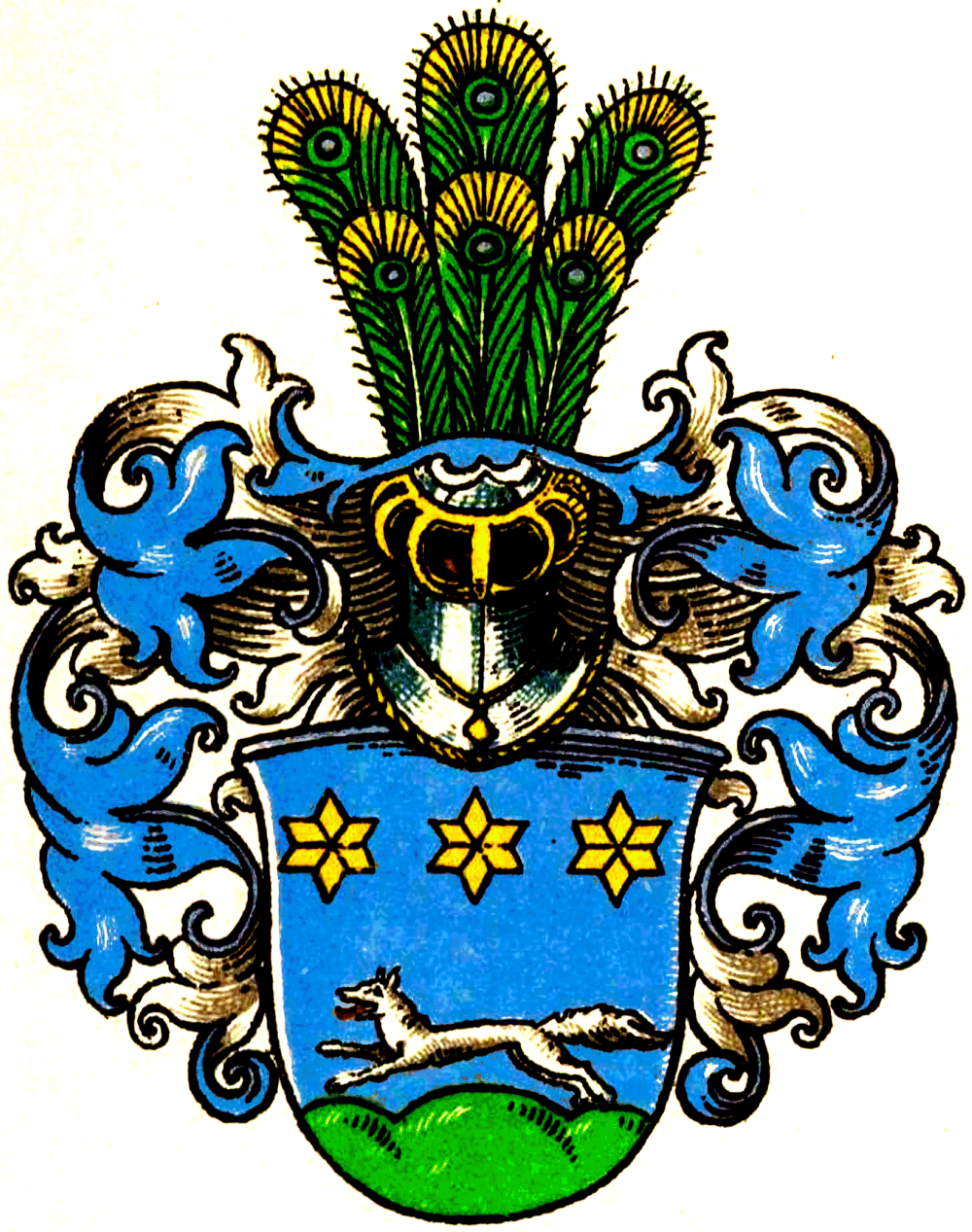
Wappenvariante der Zweige in Westfalen
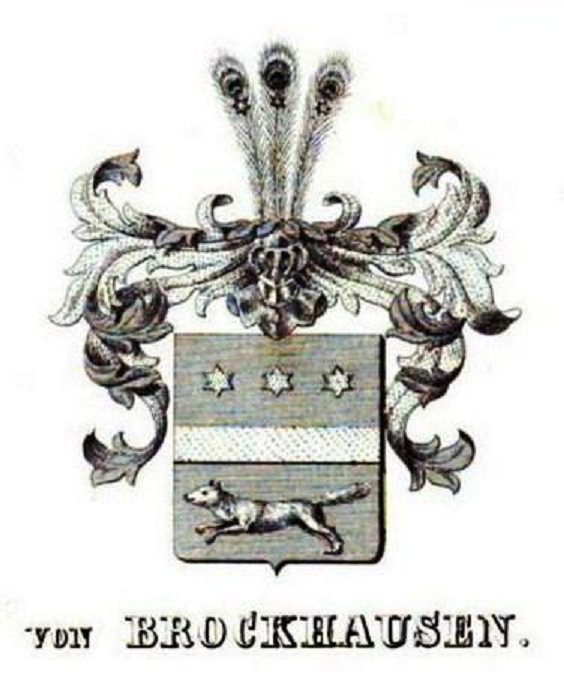
Familienwappen im Pommerschen Wappenbuch
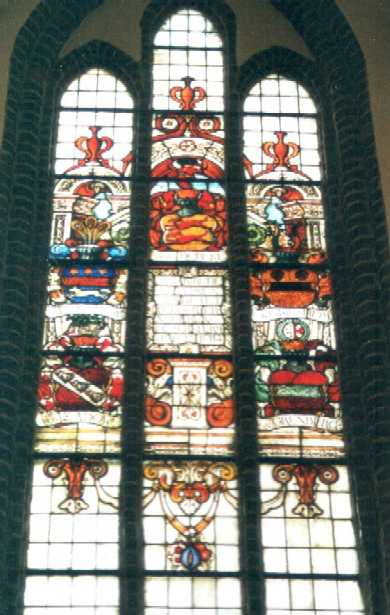
Wappenfenster in der St. Marienkirche des westpommerschen Dramburg

Stammwappen: In Blau ein aufgerichteter roter Fuchs. Auf dem Helm mit blau-roter Decke drei natürliche Pfauenfedern. Bzw. in Blau ein steigender natürlicher Fuchs; auf dem Helm mit blau-goldenen Decken drei natürliche Pfauenfedern, belegt mit je einem goldenen Stern. Siegel des 16. Jahrhunderts zeigen den Fuchs bereits laufend, aber noch nicht die später zugesetzten Sterne bzw. den Balken im Schild.
Die in Westfalen ansässigen Zweige führten eine Variante des vom Stammwappen abgeleiteten Wappens: In Blau (zuweilen in Rot) drei goldene Sterne balkenweise gestellt, unten auf grünem Rasen (bzw. Dreiberg) ein laufender silberner Fuchs (zuweilen als Wolf deutbar dargestellt). Auf dem Helm mit blau-silbernen Decken sechs naturfarbene Pfauenfedern in zwei Reihen.
Späteres Wappen: In Blau ein schmaler goldener Balken, begleitet oben von drei nebeneinander stehenden goldenen Sternen, unten von einem rechtshin fliehenden natürlichen Fuchs; auf dem Helm mit blau-goldenen Decken drei Pfauenfedern, jede belegt mit einem goldenen Stern.
Das Nordfenster in der St. Marienkirche des westpommerschen Dramburg, wo das Geschlecht begütert war, zeigt links oben das Wappen der Stifterfamilie von Brockhusen.

## Bekannte Namensträger
- Freiherr Johann Jakob von Brockhausen (1724–1779), Feldmarschalleutnant
- Karl Christian von Brockhausen (1767–1829), preußischer Diplomat
- Karl von Brockhusen (1770–1852), preußischer Generalmajor
- Wilhelm von Brockhausen (1773–1858), preußischer Generalmajor
- Eugen von Brockhausen der Ältere (1811–1869), Politiker
- Georg Ludwig Konrad von Bruchhausen (1846–1899), Reichsgerichtsrat
- Heinrich von Brockhausen (1840–1903), Verwaltungsbeamter
- Eugen von Brockhausen der Jüngere (1857–1922), Politiker, MdR
- Albert von Bruchhausen (1859–1948), preußischer Politiker
- Hans-Joachim von Brockhusen (1869–1928), deutscher Politiker und Offizier
- Waldemar von Brockhusen (1877–1927), preuß. Landrat
- Theo von Brockhusen (1882–1919), deutscher Maler
- Friedrich von Bruchhausen (1886–1966), deutscher Pharmazeut und Hochschullehrer
- Gisela von Bruchhausen (* 1940), Bildende Künstlerin